# Jan Blokhuijsen
Jan Blokhuijsen (Langedijk, 1 de abril de 1989) es un deportista neerlandés que compitió en patinaje de velocidad sobre hielo.
Participó en tres Juegos Olímpicos de Invierno, obteniendo en total cuatro medallas, bronce en Vancouver 2010, en la prueba de persecución por equipos (junto con Sven Kramer, Mark Tuitert y Simon Kuipers), oro y plata en Sochi 2014, en persecución por equipos (con Sven Kramer y Koen Verweij) y en 5000 m, y bronce en Pyeongchang 2018, en persecución por equipos (con Patrick Roest, Sven Kramer y Koen Verweij).
Ganó cinco medallas en el Campeonato Mundial de Patinaje de Velocidad sobre Hielo entre los años 2011 y 2017 y cinco medallas en el Campeonato Mundial de Patinaje de Velocidad sobre Hielo en Distancia Individual entre los años 2011 y 2017.
Además, obtuvo seis medallas en el Campeonato Europeo de Patinaje de Velocidad sobre Hielo entre los años 2011 y 2017, y dos medallas en el Campeonato Europeo de Patinaje de Velocidad sobre Hielo en Distancia Individual de 2018.

## Palmarés internacional
| Juegos Olímpicos                           | Juegos Olímpicos            | Juegos Olímpicos  | Juegos Olímpicos        |
| Año                                        | Lugar                       | Medalla           | Prueba                  |
| ------------------------------------------ | --------------------------- | ----------------- | ----------------------- |
| 2010                                       | Vancouver (Canadá)          | Medalla de bronce | Persecución por equipos |
| 2014                                       | Sochi (Rusia)               | Medalla de oro    | Persecución por equipos |
| 2014                                       | Sochi (Rusia)               | Medalla de plata  | 5000 m                  |
| 2018                                       | Pyeongchang (Corea del Sur) | Medalla de bronce | Persecución por equipos |
| Campeonato Mundial                         |                             |                   |                         |
| Año                                        | Lugar                       | Medalla           | Prueba                  |
| 2011                                       | Calgary (Canadá)            | Medalla de bronce | Clasificación general   |
| 2012                                       | Moscú (Rusia)               | Medalla de plata  | Clasificación general   |
| 2014                                       | Heerenveen (Países Bajos)   | Medalla de plata  | Clasificación general   |
| 2016                                       | Berlín (Alemania)           | Medalla de bronce | Clasificación general   |
| 2017                                       | Hamar (Noruega)             | Medalla de bronce | Clasificación general   |
| Campeonato Mundial en Distancia Individual |                             |                   |                         |
| Año                                        | Lugar                       | Medalla           | Prueba                  |
| 2011                                       | Inzell (Alemania)           | Medalla de bronce | Persecución por equipos |
| 2012                                       | Heerenveen (Países Bajos)   | Medalla de oro    | Persecución por equipos |
| 2013                                       | Sochi (Rusia)               | Medalla de oro    | Persecución por equipos |
| 2016                                       | Kolomna (Rusia)             | Medalla de oro    | Persecución por equipos |
| 2017                                       | Gangneung (Corea del Sur)   | Medalla de oro    | Persecución por equipos |
| Campeonato Europeo                         |                             |                   |                         |
| Año                                        | Lugar                       | Medalla           | Prueba                  |
| 2011                                       | Collalbo (Italia)           | Medalla de plata  | Clasificación general   |
| 2012                                       | Budapest (Hungría)          | Medalla de plata  | Clasificación general   |
| 2013                                       | Heerenveen (Países Bajos)   | Medalla de plata  | Clasificación general   |
| 2014                                       | Hamar (Noruega)             | Medalla de oro    | Clasificación general   |
| 2016                                       | Minsk (Bielorrusia)         | Medalla de bronce | Clasificación general   |
| 2017                                       | Heerenveen (Países Bajos)   | Medalla de plata  | Clasificación general   |
| Campeonato Europeo en Distancia Individual |                             |                   |                         |
| Año                                        | Lugar                       | Medalla           | Prueba                  |
| 2018                                       | Kolomna (Rusia)             | Medalla de oro    | Persecución por equipos |
| 2018                                       | Kolomna (Rusia)             | Medalla de oro    | Salida en grupo         |